# 2015 (기업)
2015 Inc.는 오클라호마주 털사를 거점으로 1997년에 설립된 컴퓨터·비디오 게임 개발사이다. 메달 오브 아너:얼라이드 어썰트를 제작한 회사로 알려져 있다.

## 소개
신의 확장팩인 웨이지 오브 신을 제작하였던 경력을 계기로 일렉트로닉 아츠로부터 메달 오브 아너: 얼라이드 어썰트의 제작 외주를 받았으며, 그 계기로 회사의 이름을 알렸다. 그 후, 차기작에 대한 다툼이 있었다. 계속해서 제2차 세계 대전을 배경으로 한 게임을 만들자는 의견과 다른 시대를 배경으로 한 게임을 제작하자는 의견으로 부딪혔고, 두 의견이 좁혀지지 않자, 결국 제2차 세계 대전 게임의 제작을 지지하던 인원들은 퇴사하여 인피니티 워드란 회사를 차렸다. 그리고 남은 파는 인원을 보충하여 베트남 전쟁을 배경으로 한 맨 오브 벨러를 제작하였다.

## 제작한 게임
- 신: 웨이지 오브 신 - 윈도우, 맥 OS (1999년 2월 26일)
- 메달 오브 아너: 얼라이드 어썰트 - 윈도, 맥 OS (2002년 1월 20일)
- 맨 오브 벨러 - 윈도, 엑스박스 (2004년 10월 29일)

## 같이 보기
- 인피니티 워드